# Latrodectus rhodesiensis
Latrodectus rhodesiensis là một loài nhện trong họ Theridiidae.